# Petacciato
Petacciato è un comune italiano di 3 505 abitanti della provincia di Campobasso, in Molise.
Centro del litorale adriatico, si erge su una collina a 225 m s.l.m. e il suo territorio si sviluppa su una superficie di 2 968 ettari.

## Storia
La storia di Petacciato è molto antica, ma al tempo stesso di origine incerta, in quanto si dispone di una documentazione parzialmente dubbia. In epoca preromana fu occupata dai Frentani, popolo di origine incerta. Infatti, secondo alcuni storici questi discenderebbero dai Sanniti, per altri, invece, dai Liburni, dai Sabini o dagli Etruschi. Molteplici sono state anche le sue denominazioni: Petazio, di origine greco-romana, vuol dire cappello a larghe falde, Potare, che significa "bere in abbondanza", probabilmente per la presenza di numerose sorgenti nel suo territorio, nonché Betavium, "Petacciata", "Pitacciato" ecc.
Il territorio di Petacciato è stato sempre conteso da vari popoli e briganti. Subì gli assalti dei Goti (V secolo), dei Bizantini (VI secolo), dei Longobardi (VII secolo).
Il centro costiero è stato più volte distrutto da terremoti; sono da menzionare quelli occorsi negli anni 1117, 1125, 1456. Quest'ultimo, in particolare, nella notte tra il 4 e il 5 dicembre, provocò una terribile distruzione del centro abitato con la conseguente morte di numerosi abitanti. Seguirono alcuni anni di povertà ed abbandono del paese.

Nel 1463 Petacciato venne nuovamente rasa al suolo dagli Angioini, in battaglia contro gli Aragonesi che Petacciato, insieme a Guglionesi, un paese limitrofo, aveva difeso strenuamente. Solo verso la metà del XVI secolo Petacciato tornò a vivere momenti di prosperità. Ci furono infatti degli insediamenti di popolazione slava che garantirono il ripopolamento del territorio. Venne annesso all'Università di Guglionesi, ma nel 1618 il Feudo di Petacciato fu venduto e rilevato dal duca di Celenza (Abruzzo) Giulio Cesare Caracciolo nel 1619.

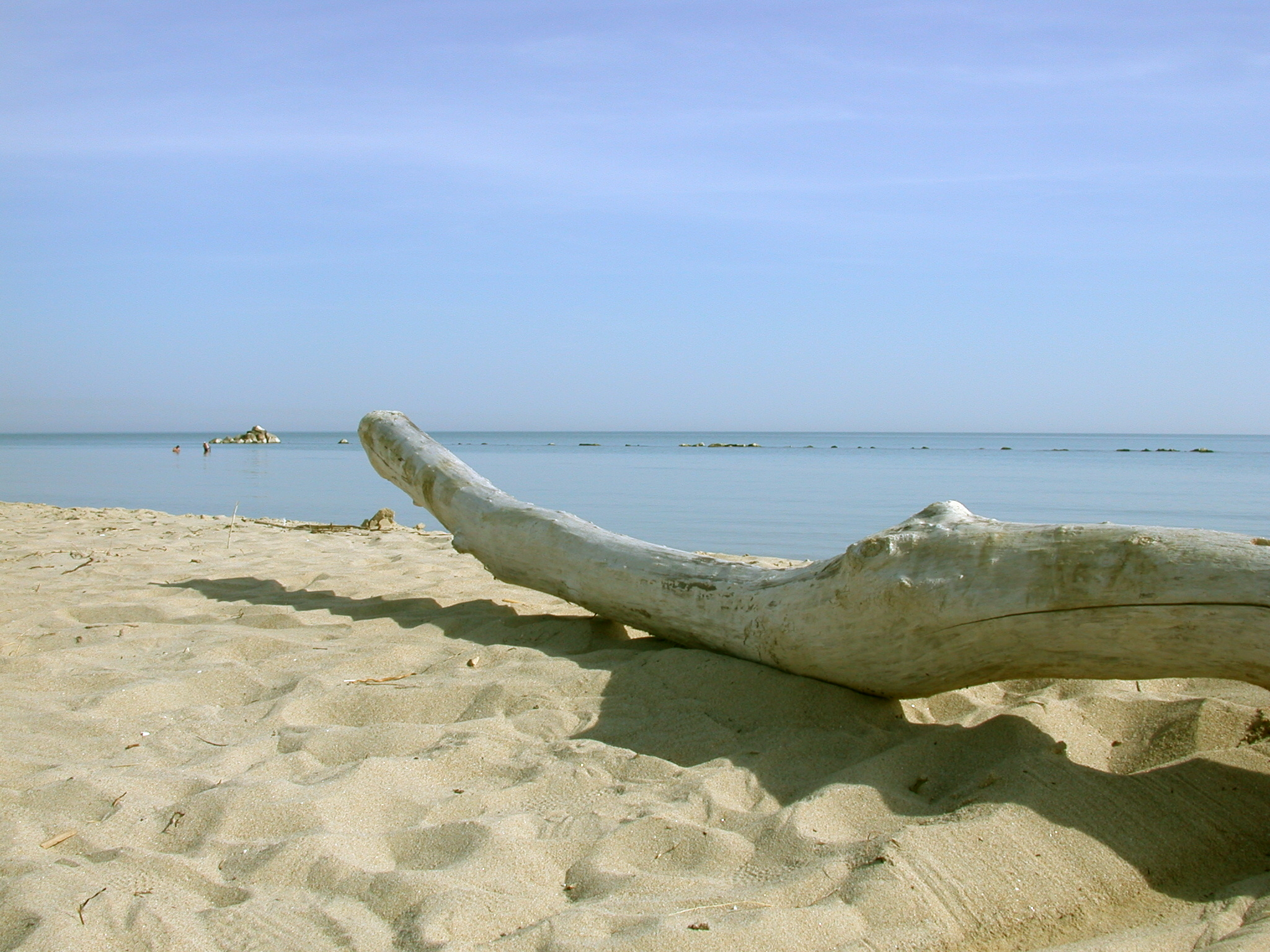
Mare di Petacciato

Questi contribuì a rafforzare quella fase di ripopolamento e ripresa economica del paese.
Verso la fine del XVI secolo Petacciato conobbe l'invasione dei Turchi, diventando rifugio di briganti.
Nella sua lunga e travagliata storia, Petacciato ha vissuto anche il dominio dei D'Avalos, una nobile famiglia napoletana la quale contribuì notevolmente a ridare al paese uno sviluppo economico, sociale, culturale e religioso.
Nel 1943 durante la seconda guerra mondiale, ci furono combattimenti e morti durante la Battaglia del Trigno.
Petacciato, nonostante la sua millenaria storia, è divenuto un comune autonomo soltanto il 30 dicembre del 1923, distaccandosi da Guglionesi.

### Simboli
Lo stemma e il gonfalone sono stati concessi con decreto del presidente della Repubblica del 18 ottobre 1978.
Lo stemma è troncato e riporta nella metà superiore una torre in fiamme sul mare, a ricordo della distruzione subita nel 1352 ad opera degli ungheresi guidati da Corrado Lupo; nella metà inferiore figura un olivo avvolto da tralci di vite, simbolo delle coltivazioni prevalenti.
Il gonfalone è un drappo troncato di giallo e di bianco.

## Monumenti e luoghi d'interesse
- Castello normanno: si trova nella parte più alta del paese vecchio, e risale all'XI secolo. Nel 1463 il feudo si rifiutò di piegarsi all'autorità vastese di Antonio Caldora e fu dato alle fiamme. Distrutto varie volte dalle incursioni saracene e turche, nel XVI secolo, in seguito all'ultimo attacco ottomano, il castello fu restaurato come palazzo rinascimentale, dotato di alcuni abbellimenti neogotici nell'800. La struttura a pianta rettangolare ha la forma di un palazzo gentilizio, i cui lineamenti medievali si riscontrano nella sommità ornata da beccatelli e nel portale di accesso, con dei cardini laterali, poiché era in passato collegato a un ponte levatoio.
- Chiesa di Santa Maria di Petacciato: costruita in stile romanico pugliese nel XIII secolo con il restauro di Federico II, la chiesa era dedicata a san Rocco fino al 1967, e a navata unica. Successivamente se ne è aggiunta un'altra, assieme alle tre analisi[non chiaro]. Il campanile è una robusta torre che svetta sopra il paese. La facciata molto piccola e raccolta è una rielaborazione rinascimentale del lato destro della chiesa, schiacciata tra il campanile e le abitazioni civili.
- Torre di Petacciato: torre litoranea del sistema difensivo contro i Turchi, voluta da Carlo V nel XVI secolo. La torre oggi è un rudere, spaccata in due, necessitante di restauro.
- Chiesa di San Rocco: costruita nel 1967, inaugurata da mons. Giovanni Proni, sorge nella parte moderna del paese, lungo viale Pietravalle.
- Antica città di Buca, sorge tra la Torre del Sinarca e la Torre costiera.[7]

### Aree naturali
Alle spalle della spiaggia si sviluppa un sistema di dune tra i più pregevoli della costa adriatica e una vasta pineta sottoposta a tutela ambientale.
Il 15 maggio 2012 Petacciato riceve per la prima volta la "Bandiera Blu", premio che viene dato in concessione alle migliori spiagge europee per qualità dell'acqua, servizi, e tutela dell'ecosistema, premio conferito nuovamente fino al 2016.

## Società

### Evoluzione demografica
Abitanti censiti

## Amministrazione
Di seguito è presentata una tabella relativa alle amministrazioni che si sono succedute in questo comune.
| Periodo          | Periodo          | Primo cittadino                | Partito                         | Carica              | Note   |
| ---------------- | ---------------- | ------------------------------ | ------------------------------- | ------------------- | ------ |
| 5 giugno 1985    | 20 maggio 1990   | Gabriele Domenico La Palombara | lista civica                    | Sindaco             | [ 11 ] |
| 20 maggio 1990   | 24 aprile 1995   | Gabriele Domenico La Palombara | lista civica                    | Sindaco             | [ 11 ] |
| 24 aprile 1995   | 14 giugno 1999   | Antonio Bruscino               | Partito Popolare Italiano       | Sindaco             | [ 11 ] |
| 14 giugno 1999   | 14 giugno 2004   | Antonio Bruscino               | lista civica                    | Sindaco             | [ 11 ] |
| 14 giugno 2004   | 27 febbraio 2007 | Angelo Greco                   | lista civica                    | Sindaco             | [ 11 ] |
| 27 febbraio 2007 | 28 maggio 2007   | Nicolino Bonanni               |                                 | Comm. straordinario | [ 11 ] |
| 28 maggio 2007   | 7 maggio 2012    | Gabriele Domenico La Palombara | lista civica                    | Sindaco             | [ 11 ] |
| 7 maggio 2012    | 11 giugno 2017   | Gabriele Domenico La Palombara | lista civica: petacciatese      | Sindaco             | [ 11 ] |
| 11 giugno 2017   | in carica        | Roberto Di Pardo               | lista civica: W Petacciato viva | Sindaco             | [ 11 ] |

## Galleria d'immagini

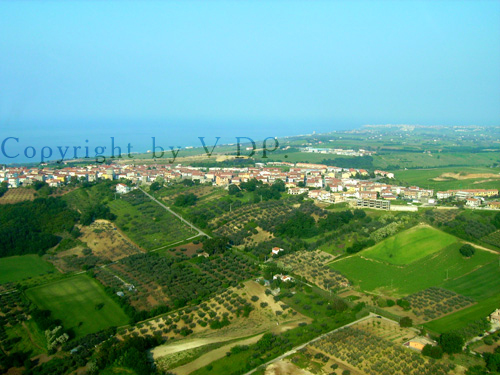
Veduta di Petacciato, chiamato anche "la terrazza del basso Molise"
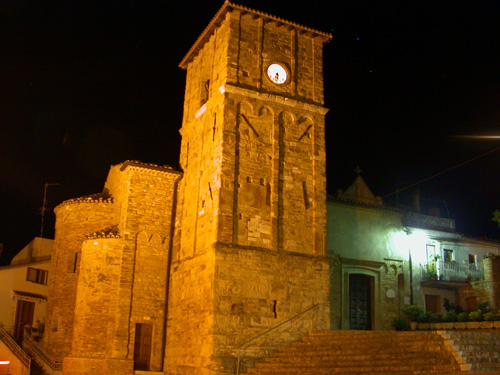
Chiesa di S.Maria situata nel borgo antico
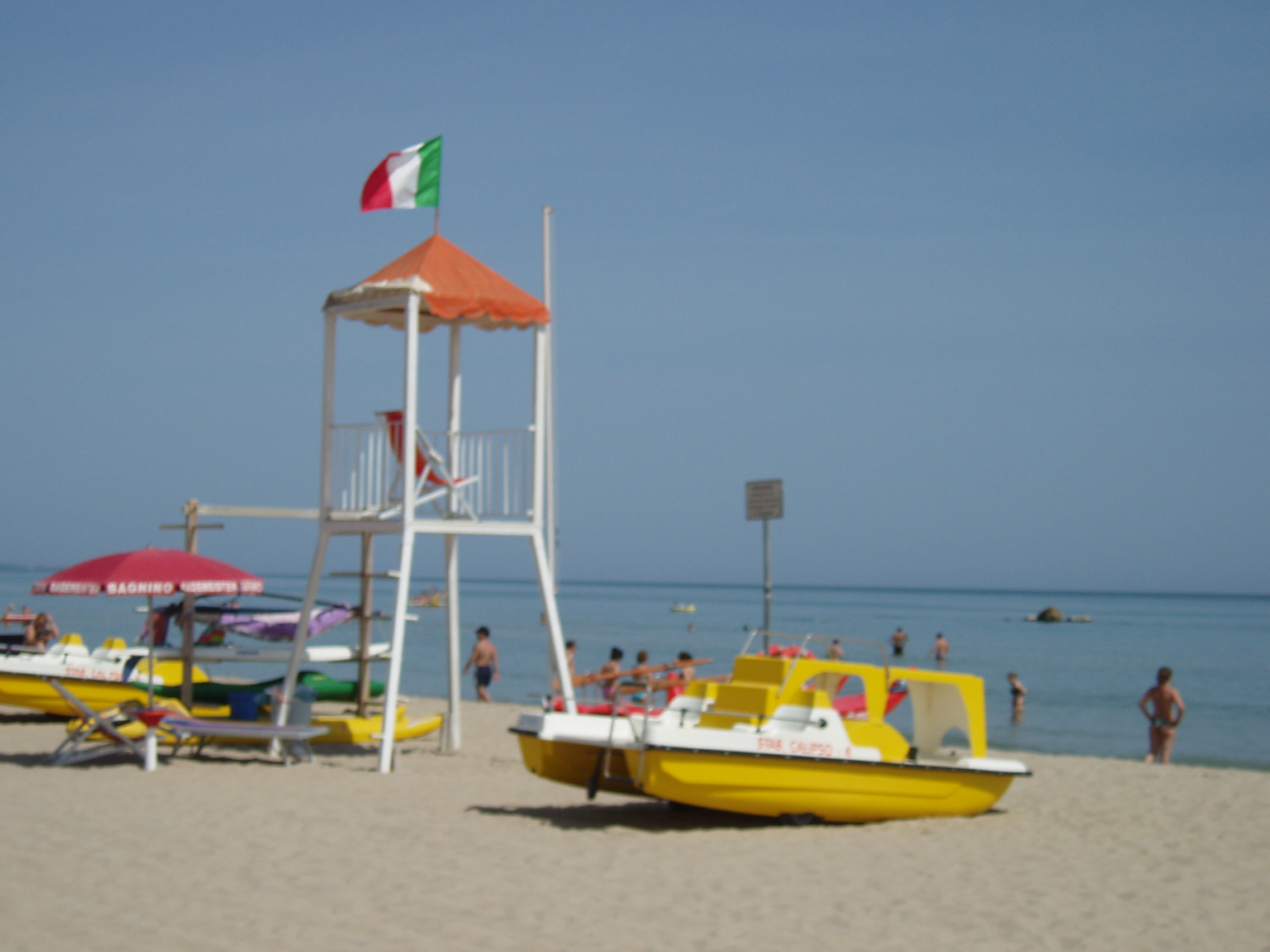
Veduta di uno stabilimento balneare petacciatese
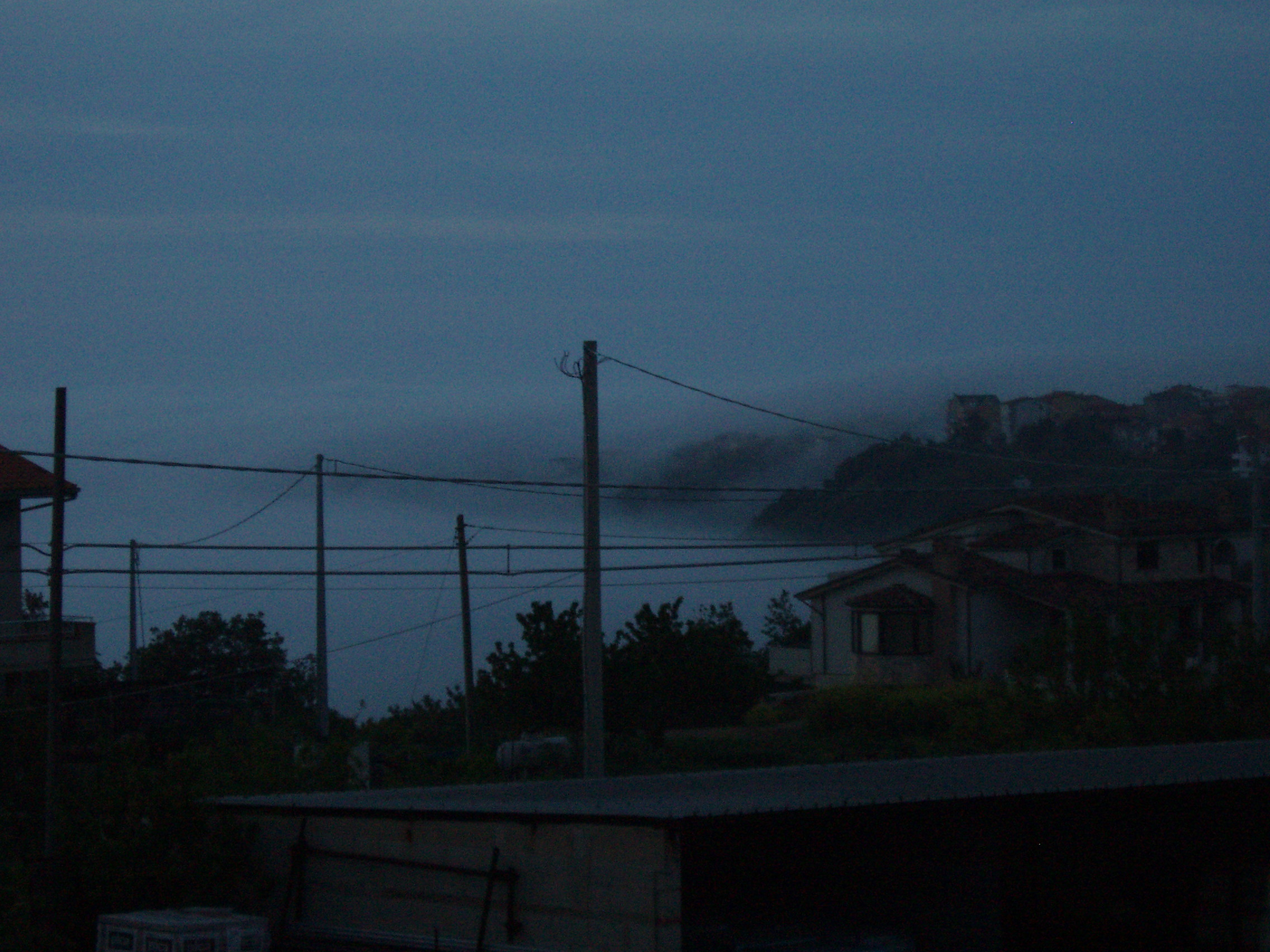
Tramonto con nebbia a Petacciato